# Talakhamani
Talakhamani meroéi kusita uralkodó volt az i. e. 5. század második felében.
Lehetséges, hogy Naszakhma fia és elődje, Malowiebamani öccse volt, de az is lehet, hogy Malowiebamani fia.
Dinasztiája többi tagjához hasonlóan őt is Nuriban temették el, a Nu. 16 piramisba. Egy, a kápolnájában talált sztéléről ismert, mely ma Bostonban található. Egy kawai felirat szerint meroéi palotájában hunyt el, és öccse vagy unokaöccse, Irike-Amaninote követte, 41 éves korában.

## Fordítás
- Ez a szócikk részben vagy egészben  a   Talakhamani című angol Wikipédia-szócikk ezen változatának fordításán alapul.  Az eredeti cikk szerkesztőit annak laptörténete sorolja fel. Ez a jelzés csupán a megfogalmazás eredetét és a szerzői jogokat jelzi, nem szolgál a cikkben szereplő információk forrásmegjelöléseként.